# Niczehówka
Niczehówka (ukr. Нічогівка) – wieś na Ukrainie, w obwodzie wołyńskim w rejonie kamieńskim. Liczy 512 mieszkańców.
Do 2020 w rejonie maniewickim.